# Aljaksandr Warlamau
Aljaksandr Wiktarawitsch Warlamau (belarussisch Аляксандр Віктаравіч Варламаў, russisch Александр Викторович Варламов Alexander Wiktorowitsch Warlamow; * 18. Juli 1979 in Woronesch) ist ein ehemaliger belarussischer Wasserspringer russischer Herkunft. Er trat in den Disziplinen 10-m-Turm- und Synchronspringen an.

## Leben
Warlamau startete zunächst für sein Heimatland Russland. Sein erster Erfolg war der Gewinn der Silbermedaille bei der Europameisterschaft 1997 in Sevilla im 10-m-Synchronwettbewerb zusammen mit Igor Lukaschin. Das Duo konnte ein Jahr später bei der Weltmeisterschaft die Bronzemedaille gewinnen.
Seit der Europameisterschaft 2002 in Berlin startete Warlamau für Belarus. Dort konnte er zwei Bronzemedaillen gewinnen, im Einzel vom Turm und im Synchronspringen zusammen mit Andrej Mamantau. Seine letzte internationale Medaille gewann er sechs Jahre später bei der Europameisterschaft 2008 in Eindhoven. Zusammen mit Wadsim Kaptur gewann er die Silbermedaille im 10-m-Synchronspringen.
Warlamau nahm für Belarus an zwei Olympischen Spielen teil. 2004 in Athen erreichte er Platz 30 vom 3-m-Brett und Platz 27 vom 10-m-Turm und 2008 in Peking Platz 21 vom 10-m-Turm.
Er beendete seine Karriere nach der Weltmeisterschaft 2009 in Rom.